# Gustavo Marques
Gustavo Marques Alves dos Santos (Belo Horizonte, 9 de outubro de 2001), mais conhecido como Gustavo Marques, é um futebolista brasileiro que atua como zagueiro. Atualmente, joga pelo Red Bull Bragantino.

## Carreira

### América Mineiro e Luverdense
Revelado pelo América Mineiro, onde chegou em 2017 para integrar a base, Gustavo Marques foi emprestado ao Luverdense em 4 de dezembro de 2020, com contrato até fevereiro de 2021.
De volta ao América, atuou no sub-20 antes de ser promovido ao elenco principal em dezembro de 2021.
Renovou seu contrato com o clube até dezembro de 2024 em 10 de março de 2022. Seu primeiro gol como profissional foi marcado em 24 de março de 2022, na derrota por 3–1 para o Tombense.
Sua estreia no Campeonato Brasileiro Série A ocorreu em 29 de maio de 2022, entrando no intervalo do empate por 1–1 contra o Corinthians.

### Passagem por times portugueses
Em 2022, foi emprestado ao Torreense, onde atuou por uma temporada. Em 2023, foi cedido por empréstimo ao Benfica B e, no mesmo período, também realizou uma partida pela equipe principal do Benfica.
Em 2024, passou a integrar definitivamente o elenco do Benfica B, mantendo vínculo com a equipe principal,integrando inclusive o elenco campeão da Taça da Liga de 2024–25.

### Red Bull Bragantino
Em 2025, foi emprestado ao Red Bull Bragantino.

## Títulos
Benfica
- Taça da Liga: 2024–25[8]